# Campeonato Regional Sur
Il Campeonato Regional Sur (spagnolo per "campionato regionale sud"), noto anche come Campeonato Regional de Andalucía (sp. Campeonato Regional de Andalucía) o Coppa di Andalusia (sp. Copa de Andalucía), era una competizione calcistica riservata a squadre dell'Andalusia tenutasi dal 1915 al 1940 e organizzata dalla Federazione calcistica dell'Andalusia (RFAF) o Federación Regional Sur.
La società che annovera più vittorie nella competizione è il Siviglia, con 18 titoli conquistati in 21 edizioni; la società sivigliana fu l'unica a diventare proprietaria del trofeo messo in palio.

## Storia
La Federazione Regionale Sud fu fondata il 23 febbraio 1915 per strutturare il calcio andaluso. Organizzò le prime tre edizioni della Coppa su più turni eliminatori; successivamente, dal 1918-1919, mutò la formula in un campionato. La squadra che vinceva otteneva l'accesso alle eliminatorie della Coppa del Re (o Campeonato de España) insieme alle altre società campioni regionali; la qualificazione al torneo nazionale fu estesa anche alla finalista dalla stagione 1925-1926.
Dal 1910 in Andalusia venivano disputate delle partite non ufficiali per decretare la squadra campione dell'Andalusia su base informale, con il Recreativo de Huelva che vinse tre edizioni di un torneo organizzato dal club stesso, prima che lo organizzasse l'Español de Cádiz allo stesso modo in due occasioni. A seguito di controversie sorte in altre regioni, la Federazione calcistica della Spagna (RFEF) aveva deciso che dall'edizione del 1914 la coppa nazionale, la Coppa del Re, sarebbe stata disputata dai vincitori dei vari campionati regionali, pertanto si rese necessario organizzare un campionato andaluso di calcio su base ufficiale per fornire una squadra che partecipasse alla Coppa del Re. 
Il 23 febbraio 1915 si costituì la Federación Regional Sur, in seguito Federazione calcistica dell'Andalusia (Real Federación Andaluza de Fútbol o RFAF), al fine di organizzare la nuova competizione. La RFAF organizzò le prime tre edizioni della coppa su più turni eliminatori. Il primo campionato regionale sud fu vinto dall'Español de Cádiz, che, tuttavia, rifiutò di prendere parte alla Coppa del Re 1916. Da quel momento in poi il Siviglia fu la forza dominante della regione, con interruzioni solo occasionali nella serie di vittorie.
Dal 1918-1919 la formula del torneo mutò, assumendo quella di un campionato. La squadra che vinceva otteneva l'accesso alle eliminatorie della Coppa del Re (o Campeonato de España) insieme alle altre società campioni regionali. Inizialmente aperta a tutti i club su pagamento di una piccola quota, nel 1921 la massima divisione rivide, infatti, le regole di ammissione, che fu riservata o meno a una squadra sulla base delle prestazioni nella stagione precedente. Inoltre l'iscrizione alla seconda divisione richiedeva l'approvazione da parte dell'assemblea della Federazione. Generalmente la massima divisione prevedeva un girone unico con l'ultima squadra retrocessa, mentre l'appartenenza di un club a un girone della divisione inferiore si fondava su un criterio geografico, su base provinciale o su base subregionale (orientale/superiore e occidentale/inferiore), anche se occasionalmente la massima divisione prevedeva gironi e spareggi per il campionato base regionale. Dal 1925-1926 anche le seconde classificate di ogni torneo regionale vennero ammesse alla Coppa del Re.
Fino alla stagione 1922-1923 i club andalusi si dividevano tra Prima e Seconda Categoria, ma il 19 agosto 1923 l'assemblea della Federazione decise di creare un Gruppo B all'interno della Prima Categoria. Ogni comitato provinciale o subprovinciale organizzava un campionato di Prima Categoria B, i cui vincitori si eliminavano fra loro fino alla proclamazione del campione di categoria; a sua volta, i vincitori spareggiavano con l'ultima classificata della Prima A, per l'accesso alla massima categoria regionale. In molti casi, tuttavia, la promozione non si verificava, a causa degli stretti requisiti nei regolamenti, tra cui il possesso di un proprio campo di gioco.
All'inizio degli anni '30, con l'introduzione della Liga, furono unificate varie competizioni regionali e in Andalusia questa fusione risultò nell'istituzione del Campeonato Mancomunado Castilla-Sur con squadre della regione Centro (ad esempio la Comunità autonoma di Madrid), nel 1932-1933 e nel 1933-1934 (le squadre della capitale presero il sopravvento in entrambe le stagioni), nel Campeonato Supraregional Levante-Sur con squadre della regione di Levante (ad esempio la Comunità Valenciana), nel 1934-1935. Il Siviglia non vinse questo campionato, ma si qualificò alla Coppa del Presidente della Repubblica spagnola 1935 e se l'aggiudicò, divenendo la prima squadra della regione a riuscire nell'impresa (i rivali cittadini del Real Betis avevano perso la finale del 1931 ed erano diventati la prima squadra andalusa a vincere il titolo nazionale, la Liga, nello stesso anno in cui il Siviglia vinse la coppa).
Nel 1935-1936 il campionato tornò a essere disputato solo da club andalusi, con tutte e sei le squadre partecipanti che si qualificarono alla Coppa del Presidente della Repubblica spagnola 1935. Lo scoppio della guerra civile spagnola causò, però, un'interruzione biennale dell'attività calcistica. Dopo la guerra civile la Federazione regionale sud iniziò a organizzare una serie di tornei chiamati Copa de Andalucía, Copa Federación Andaluza, Torneo de Consolación o Copa Primavera. Queste competizioni non davano diritto al titolo di campione regionale, in quanto non esisteva più ufficialmente, e non erano nemmeno validi per qualificarsi alla Coppa del Re. L'iscrizione era facoltativa e di solito vi partecipavano le squadre eliminate dai propri campionati o coppe, per completare la stagione con partite ufficiali.
Le due edizioni finali del campionato regionale si tennero all'inizio del 1939 (il Siviglia vinse il Torneo Nacional 1939, che divenne poi Coppa del Generalissimo in nome del generale Francisco Franco) e nel 1939-1940, prima dell'abolizione del torneo come mezzo per qualificarsi a un'altra competizione, dato lo scarso prestigio di cui ormai godeva nel decennio appena trascorso.
In occasione del centenario dalla nascita della Federación Regional del Sur, nel 2015 è stato proposto di ripristinare la coppa, ma senza esito.

## Albo d'oro
| Edizione | Stagione  | Vincitore               | Secondo posto           |
| 1ª       | 1915/1916 | Español FC (Cádiz)      | Siviglia                |
| 2ª       | 1916/1917 | Siviglia                | RC Recreativo de Huelva |
| 3ª       | 1917/1918 | RC Recreativo de Huelva | non assegnato           |
| 4ª       | 1918/1919 | Siviglia                | RC Recreativo de Huelva |
| 5ª       | 1919/1920 | Siviglia                | Real Betis Balompié     |
| 6ª       | 1920/1921 | Siviglia                | Real Betis Balompié     |
| 7ª       | 1921/1922 | Siviglia                | Español FC (Cádiz)      |
| 8ª       | 1922/1923 | Siviglia                | Real Betis Balompié     |
| 9ª       | 1923/1924 | Siviglia                | Real Betis Balompié     |
| 10ª      | 1924/1925 | Siviglia                | Real Betis Balompié     |
| 11ª      | 1925/1926 | Siviglia                | Real Betis Balompié     |
| 12ª      | 1926/1927 | Siviglia                | Real Betis Balompié     |
| 13ª      | 1927/1928 | Real Betis Balompié     | Siviglia                |
| 14ª      | 1928/1929 | Siviglia                | Real Betis Balompié     |
| 15ª      | 1929/1930 | Siviglia                | Real Betis Balompié     |
| 16ª      | 1930/1931 | Siviglia                | Real Betis Balompié     |
| 17ª      | 1931/1932 | Siviglia                | Betis Balompié          |
| 18ª      | 1932/1933 | Siviglia                | Betis Balompié          |
|          | 1933/1934 | [ 9 ]                   |                         |
|          | 1934/1935 | [ 10 ]                  |                         |
| 19ª      | 1935/1936 | Siviglia                | Xerez FC                |
|          | 1936/1937 | [ 11 ]                  |                         |
|          | 1937/1938 | [ 11 ]                  |                         |
| 20ª      | 1938/1939 | Siviglia                | Real Betis Balompié     |
| 21ª      | 1939/1940 | Siviglia                | Real Betis Balompié     |

## Vincitori
| Squadra                 | Vittorie | Finalista |
| Sevilla FC              | 18       | 2         |
| Real Betis Balompié     | 1        | 14        |
| RC Recreativo de Huelva | 1        | 2         |
| Español FC (Cádiz)      | 1        | 1         |
| Xerez FC                | 0        | 1         |